# Coptops annobonae
Coptops annobonae är en skalbaggsart som beskrevs av Aurivillius 1910. Coptops annobonae ingår i släktet Coptops och familjen långhorningar. Inga underarter finns listade i Catalogue of Life.